# Czerwona ziemia
Czerwona ziemia (fr. Rouge) – francusko-belgijski sensacyjny dramat społeczny z 2020 roku w reżyserii i według scenariusza Farida Bentoumiego.
Fabułę i powstanie scenariusza tego demaskatorskiego dramatu o wątku politycznym zainspirowały autentyczne wydarzenia z lat 70., dotyczące skandalu związanego z rozległym chemicznym skażeniem środowiska, jakie miały miejsce w rejonie Zatoki Genueńskiej.
Premiera filmu odbyła się podczas 46. Festiwalu Kina Amerykańskiego w Deauville, krajowa premiera we Francji – 11 sierpnia 2021 r. W 2020 roku obraz znalazł się w selekcji oficjalnej odwołanego 73. MFF w Cannes. Film prezentowany był m.in. na 25. MFF w Pusan w Korei Południowej.

## Fabuła
Dzięki wpływowi ojca, wieloletniego zasłużonego pracownika przedsiębiorstwa i delegata związkowego, młoda Nur Hamadi zostaje zatrudniona jako pielęgniarka zakładowa w fabryce Arkalu należącej do chemicznego koncernu UNICOM. Wypadek jednego z pracowników zwraca jej uwagę na dotychczas ignorowane niedopatrzenia w zakresie BHP i braki w zakładowej dokumentacji medycyny pracy, a także ukrywanie zaistniałych dotąd wypadków. Na tym tle odkrywa ciche porozumienie pomiędzy kierownictwem a przedstawicielami personelu, do których należy też jej ojciec. Próby nagłośnienia problemu i zmiany tej sytuacji natrafiają na jego zdecydowany sprzeciw, motywowany chronieniem dobrego imienia firmy i ochroną interesów zatrudnionych robotników. 
Poszukując wsparcia na zewnątrz, Nur styka się z niezależną dziennikarką śledczą Emmą, świadomą sytuacji w Arkalu, która już wcześniej próbowała inicjować działania prawne przeciw firmie powodującej skażenie środowiska. Od niej Nur dowiaduje się szczegółów o bezkarnych zrzutach toksycznych odpadów w okolicy, gdzie w efekcie powstają złoża „czerwonej ziemi”, o ukrywanych chorobach pracowników i o ich wypadkach przy pracy. Wobec potężnego zaplecza prawnego na usługach koncernu i jego właściciela, jedynym wyjściem jest zdobycie niezbitych dowodów w postaci próbek toksycznych substancji powstających w fabryce. Zasadniczy problem stanowi dotarcie do specjalnej, pilnie strzeżonej strefy zakładów. Ostatecznie młoda pielęgniarka dokonuje trudnego wyboru, ryzykownie narażając swe życie przeniknięciem tam i pobraniem próbek odpadów. Gdy w szpitalu leczy skutki swego odważnego działania, nagrodą staje się też pojednanie się z ojcem, który rezygnując z kompromisu, zmienia postawę i dostarcza dowodów dla zainicjowania kampanii prasowej.

## Obsada
- Zita Hanrot – Nur Hamadi
- Sami Bouajila – Sliman, jej ojciec
- Céline Sallette – dziennikarka Emma
- Olivier Gourmet – dyrektor Perez
- Alka Balbir – Sofia (Soso) Hamadi, siostra
- Henry-Noël Tabary – Greg, szwagier, członek kadry kierowniczej
- Thierry Rousset – Paulo Gonçalves, stary pracownik
- Driss Ramdi – Karim, poszkodowany robotnik
- Évelyne Cervera – Évelyne Renzoni, członek kierownictwa fabryki
- Thierry Simon – Olivier Delhors, lokalny polityk
- Gérald Robert-Tissot – lekarz medycyny pracy
- Abraham Belaga – J.B., partner Emmy
- Antonia Buresi – Véronique, miejscowa ekolożka
- Matthieu Loos – Philippe, ekolog
- Yannick Rosset – ekologiczny aktywista
- Carinne Koeppel – ekologiczna aktywistka

## Produkcja
Zdjęcia kręcono w departamentach Isère (Grenoble, Saint-Égrève, Gières, Échirolles, Vizille, Revel, Jarrie, La Tronche) i Sabaudia (Grand-Aigueblanche, Albertville, fabryka Carbone Savoie w La Léchère) oraz w belgijskim Saint-Ghislain (prowincja Hainaut).